# Gynoplistia (Gynoplistia) atripes
Gynoplistia (Gynoplistia) atripes is een tweevleugelige uit de familie steltmuggen (Limoniidae). De soort komt voor in het Australaziatisch gebied.